# Budynek towarzystwa gimnastycznego „Sokół” w Rozwadowie
Budynek towarzystwa gimnastycznego „Sokół” w Rozwadowie – zabytkowy budynek położony przy ul. Rozwadowskiej 21, pionierskiej polskiej organizacji wychowania fizycznego i sportu. „Sokół” działał w okresie zaborów, po odzyskaniu niepodległości i w całym okresie międzywojennym XX w.

## Historia

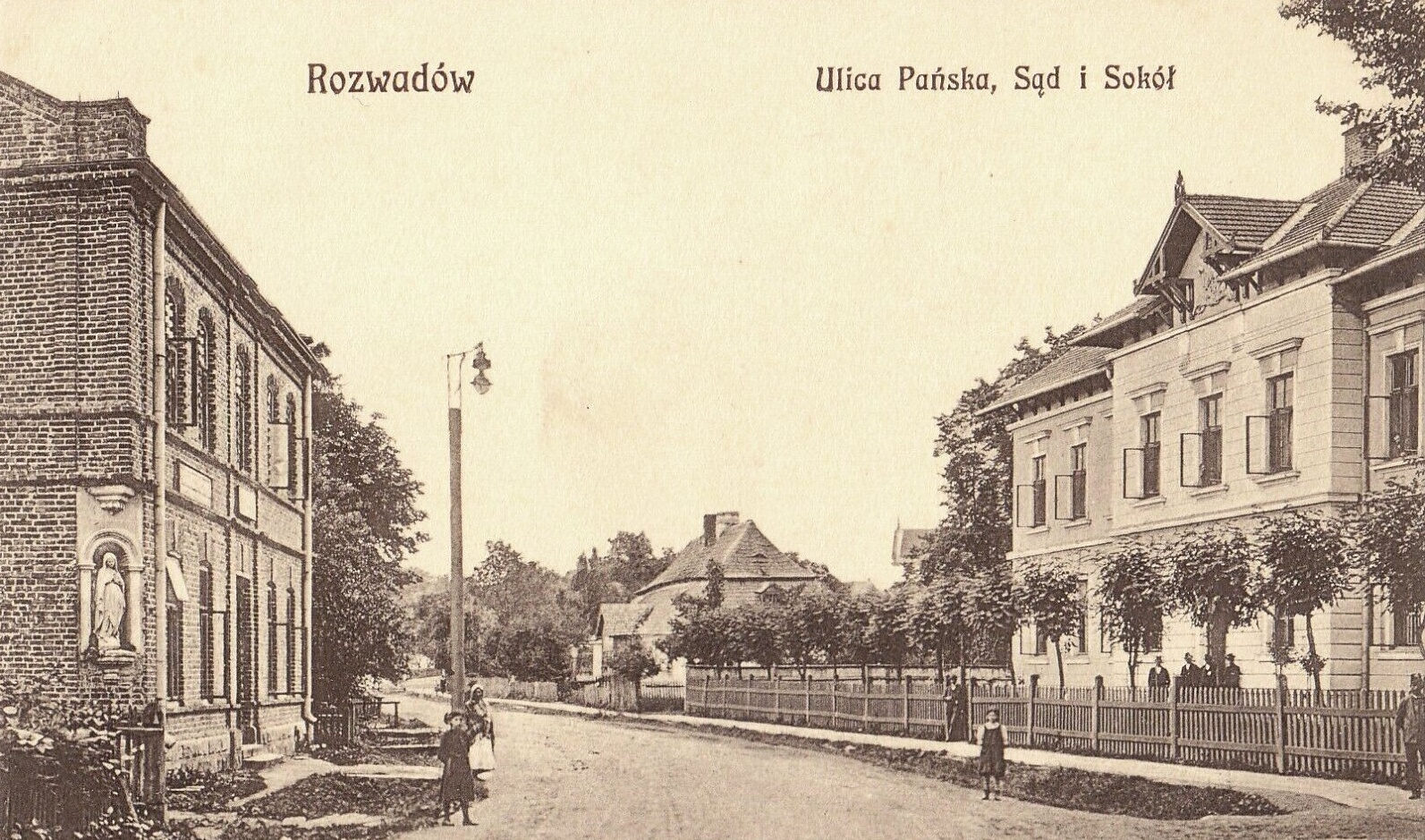
Budynek Sokoła w Rozwadowie w 1906 (po lewej)

Jednopiętrowy, murowany budynek towarzystwa gimnastycznego „Sokół” został wybudowany w Rozwadowie w 1906 ze składek społeczeństwa. Posadowiony przy obecnej ul. Rozwadowskiej 21 (ówczesna ul. Pańska), skierowany frontem na ul. Rozwadowską. Brak jest szczegółowych informacji dotyczących historii i architektury powstania tego obiektu. Dokumenty związane z jego powstaniem i działalnością uległy zniszczeniu w czasie wojen, a zwłaszcza w 1944 gdy spłonął rozwadowski ratusz. Budynek wybudowany w stylu eklektycznym, na planie ściętego prostokąta, został ozdobiony różnorodnymi ryzalitami a w prawym narożniku we wnęce umieszczono figurę Matki Boskiej. Po wybudowaniu obiekt był pozbawiony tynków. Do czasu wybuchu I wojny pełnił funkcję miejskiego domu kultury. W czasie I wojny pełnił rolę szpitala armii austro – węgierskiej, budynek ocalał ale zniszczeniu uległo wyposażenie. Dopiero z okazji 20 – lecia „Sokoła” w 1936 roku, budynek został wyremontowany i zyskał nową estetykę. Został otynkowany i zwieńczony na szczycie ściany frontowej postacią sokoła w locie umieszczonym na postumencie z datą 1906 –1936. W budynku mieściło się Towarzystwo Gimnastyczne „Sokół” już jako jednolita polska organizacja, po scaleniu na Zjeździe w Warszawie 13 kwietnia 1919. Prowadzone były kursy przysposobienia wojskowego, które obejmowały m.in. strzelanie. Pełnił on też inne różne funkcje. Funkcjonowało tutaj kasyno mieszczańskie, była wypożyczalnia książek, odbywały się akademie rocznicowe i działało kino. Towarzystwo działało do wybuchu II wojny światowej. W czasie wojny w budynku funkcjonował szpital dla żołnierzy niemieckich, potem radzieckich.
Po II wojnie ówczesne władze nie zezwoliły na reaktywację „Sokoła”, budynek oficjalnie nie miał właściciela i był użytkowany przez różne organizacje. W 1946 w lokalu umieszczono siedzibę zarządu PPS, od 1949 miały tam siedzibę ZMP, organizacja Służba Polsce oraz biblioteka miejska. W latach ok.1960 –1980 działalność prowadził w nim miejski klub „Ronita”, potem na kilka lat budynek przejął Sąd Rejonowy w Rozwadowie. Następnie zaniedbany budynek stał pusty. W 2019 rozpoczęto odbudowę i renowację budynku którą zakończono w 2020.12 czerwca 2021 odbyło się uroczyste otwarcie budynku pod nazwą Rozwadowski Dom Kultury „Sokół”.
Wpisany do rejestru zabytków woj. podkarpackiego pod nr rej.  A-1315 z dnia 25.02.2015.